# Kościół św. Stanisława Biskupa w Białkowie Kościelnym
Kościół świętego Stanisława Biskupa w Białkowie Kościelnym – rzymskokatolicki kościół parafialny należący do parafii pod tym samym wezwaniem (dekanat kościelecki diecezji włocławskiej).
Jest to świątynia wzniesiona w 1809 roku. Wybudowana została dzięki staraniom proboszcza Andrzeja Chlebowskiego.
Budowla jest drewniana, jednonawowa, posiada konstrukcję zrębową. Kościół jest orientowany. Jego prezbiterium jest mniejsze w stosunku do nawy, zamknięte jest prostokątnie, na osi umieszczona jest zakrystia. Od frontu i z boku nawy znajdują się kruchty. Budowlę nakrywa dach dwukalenicowy, pokryty blachą, na dachu jest umieszczona kwadratowa wieżyczka na sygnaturkę. Jest ona zwieńczona blaszanym cebulastym dachem hełmowym i latarnią. Wnętrze nakryte jest płaskimi stropami z polichromią z wizerunkami Świętych w plafonach. Jest ona uzupełniona elementami geometrycznymi i roślinnymi na ścianach. Chór muzyczny jest podparty doma słupami i posiada prostą linię parapetu, na chórze znajduje się późnobarokowy prospekt organowy z instrumentem wykonanym przez W. Kołodziejskiego na początku XX wieku. Ołtarz główny reprezentuje styl neogotycki i powstał w XIX wieku. Dwa ołtarze boczne i ambona zostały wykonane w stylu neobarokowym w 2 połowie XIX wieku. Chrzcielnica pochodzi z początku XIX wieku.